# مقاومة المكروبات للأدوية

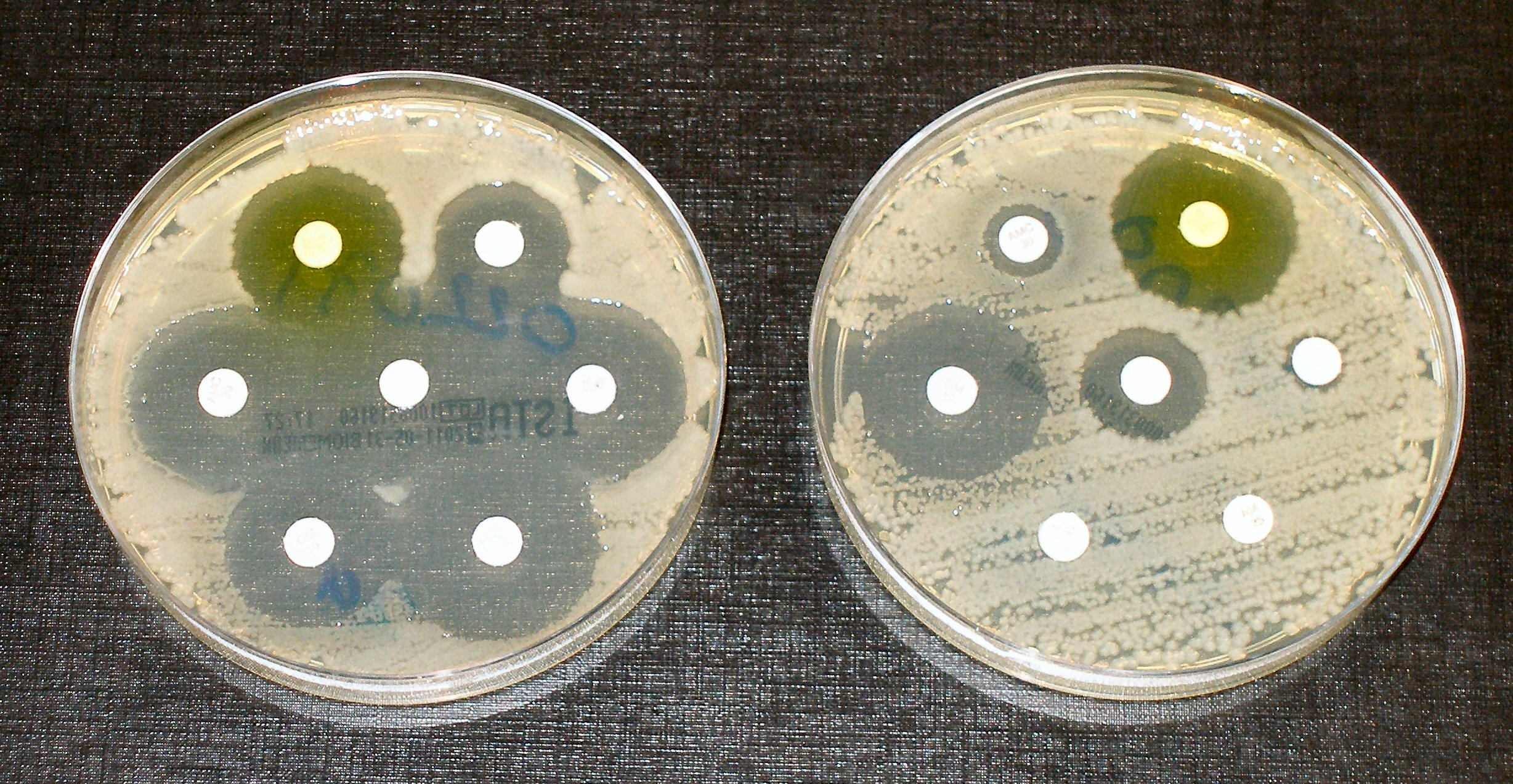
فحص مقاومة المضادات الحيوية

تحدث مقاومة المكروبات للأدوية (اختصارًا AMR) عندما تطور الميكروبات آليات تحميها من التأثيرات المضادة لها. يُعتبر مصطلح مقاومة المضادات الحيوية فرعيًا للمقاومة المضادة للميكروبات، إذ ينطبق على البكتيريا التي تطور مقاومة ضد المضادات الحيوية. من الصعب علاج الإصابة بالميكروبات المقاومة وقد يتطلب الأمر جرعات أعلى أو أنواع بديلة من الأدوية أكثر سمية. قد تكون هذه الوسائل عالية التكلفة أيضًا. تُسمى الميكروبات المقاومة للعديد من المضادات الميكروبات ذات المقاومة المتعددة للأدوية (إم دي آر).
يمكن لجميع فئات الميكروبات أن تطور المقاومة. إذ تطور الفطريات مقاومة لمضادات الفطريات، تطور الفيروسات مقاومة لمضادات الفيروسات، تطور الكائنات الاولية مقاومة لمضادات الأوالي وتطور البكتيريا مقاومة للمضادات الحيوية. تُسمى البكتيريا التي تُعتبر مقاومة لطيف واسع من الأدوية (إكس دي آر) أو المقاومة للأدوية بشكل كامل (تي دي آر) «الجراثيم الخارقة».
يمكن أن تنشأ المقاومة لدى البكتيريا بشكل طبيعي من خلال الطفرات الجينية أو من خلال انتقال المقاومة من نوع للآخر. يمكن أن تنشأ المقاومة بشكل عفوي بسبب الطفرات العشوائية. مع ذلك، على ما يبدو فإن الاستخدام المطول لمضادات الميكروبات يشجع انتقاء الطفرات التي من شأنها أن تقضي على فعالية مضادات الميكروبات. 
تشمل الوقاية من إساءة استخدام المضادات الحيوية التي من شأنها أن تؤدي إلى نشوء مقاومة لها تناولها فقط عندما يصفها الطبيب. في حال كان ذلك ممكنًا، فإنه يفضل استخدام المضادات الحيوية محدودة الطيف على استخدام المضادات الحيوية واسعة الطيف، إذ أن استهداف عضويات محددة فعال بشكل أكبر ويقي من نشوء المقاومة ومن الآثار الجانبية. بالنسبة للمرضى الذين يتناولون هذه الأدوية في المنزل فإنه من الضروري الثقيف حول الاستخدام الملائم. يمكن لمقدمي الرعاية الصحية التقليل من الإصابة بالعدوى بالعضويات المقاومة من خلال استخدام المرافق الصحية المناسبة والحفاظ على النظافة بما في ذلك غسل اليدين والتعقيم خلال التعامل مع المرضى، ويجب عليهم تشجيع المريض والزائرين وأفراد الأسرة على نفس الشيء.
تنتج زيادة مقاومة الأدوية بشكل رئيسي عن استخدام مضادات المكروبات بين البشر وعلى الحيوانات الأخرى وانتشار السلالات المقاومة بين الاثنين. وقد نُسبت زيادة المقاومة أيضًا إلى إغراق مياه الصرف الصحي غير المعالجة على نحو كاف الناتجة عن الصناعات الصيدلانية خصوصًا في البلدان التي تُصنع فيها الأدوية بالجملة. تزيد المضادات الحيوية من الضغط التطوري في التجمعات البكتيرية مما يتسبب في تموت البكتيريا المعرضة وهذ يزيد من نسبة البكتيريا المقاومة التي تستمر في النمو. حتى عند استخدام الجرعات المنخفضة من المضادات الحيوية، يمكن أن تتمتع البكتيريا المقاومة بميزة النمو وتنمو بشكل أسرع من البكتيريا المهددة. ومع تزايد شيوع المقاومة على المضادات الحيوية، تزايدت الحاجة إلى استخدام العلاجات البديلة. زادت المطالبات بمضادات حيوية جديدة إلا أن تطوير الأدوية الجديدة أصبح نادرًا.
إن «مقاومة المكروبات للأدوية» على ازدياد في جميع أنحاء العالم وذلك بسبب زيادة إمكانية الوصول إلى المضادات الحيوية دون وصفة طبية في البلدان النامية. تشير التقديرات إلى أن ما بين 700000 إلى عدة ملايين حالة وفاة تنتج سنويًا عن «مقاومة المكروبات للأدوية» ولا تزال تشكل تهديدًا كبيرًا للصحة العامة في جميع أنحاء العالم. كل عام في الولايات المتحدة، يصاب ما لا يقل عن 2.8 مليون شخص ببكتيريا مقاومة للمضادات الحيوية ويموت ما لا يقل عن 35000 شخص نتيجة لذلك. وفقًا لتقديرات منظمة الصحة العالمية (دبليو إتش أو)، من شأن «مقاومة المكروبات للأدوية» أن تتسبب بثلاثمائة وخمسين مليون حالة وفاة بحلول عام 2050. بحلول ذلك الوقت وبحسب تقرير للأمم المتحدة، فإن عدد الوفيات السنوي سوف يتجاوز عشرة ملايين.
هناك دعوات عامة لاتباع إجراءات جماعية على مستوى عالمي للتصدي لهذا التهديد، والذي يشتمل على مقترحات لمعاهدات دولية بخصوص «مقاومة المكروبات للأدوية».
لم تُحدد مقاومة المضادات الحيوية في جميع أنحاء العالم بشكل تام ولكن تُعتبر البلدان الفقيرة ذات الأنظمة الصحية الرديئة الأكثر تضررًا.

## التعريف
تُعرِّف منظمة الصحة العالمية «مقاومة المكروبات للأدوية» على أنها مقاومة الكائنات الحية الدقيقة لعقار مضاد للميكروبات كان كفيلًا في السابق بمعالجة العدوى بهذه الكائنات. لا يمكن أن يصبح الشخص مقاومًا للمضادات الحيوية. المقاومة هي خاصية للميكروب، وليست لشخص أو كائن حي آخر مصاب بميكروب. مقاومة المضادات الحيوية هي مجموعة فرعية من «مقاومة المكروبات للأدوية». ترتبط هذه المقاومة الأكثر تخصصًا بالبكتيريا المسببة للأمراض وبالتالي تنقسم إلى مجموعتين فرعيتين أخريين، ميكروبيولوجية وسريرية. المقاومة المرتبطة ميكروبيولوجيًا هي الأكثر شيوعًا وتنتج عن جينات متحورة أو موروثة تسمح للبكتيريا بمقاومة الآلية الخاصة ببعض المضادات الحيوية. تتظاهر المقاومة سريريًا من خلال فشل العديد من الأساليب العلاجية، إذ تصبح البكتيريا المعرضة للدواء مقاومة للعلاج في حال تمكنها من البقاء على قيد الحياة حتى بعد استخدام العلاج. في كلتا حالتي المقاومة المكتسبة، يمكن للبكتيريا أن تمرر المحفز الجيني للمقاومة من خلال الاقتران أو التحويل أو التحول. هذا يسمح للمقاومة بالانتشار عبر نفس العامل الممرض أو حتى مسببات الأمراض البكتيرية المماثلة.